# Mitt super-ex
Mitt super-ex (engelska: My Super Ex-Girlfriend) är en amerikansk långfilm från 2006 i regi av Ivan Reitman, med Uma Thurman, Luke Wilson, Anna Faris och Rainn Wilson i rollerna.

## Handling
Matt (Luke Wilson) hindrar en man som försöker stjäla från Jenny (Uma Thurman). Matt och Jenny börjar träffas, men efter ett tag börjar hon uppträda på ett neurotiskt och aggressivt sätt. Det hela kulminerar i att Jenny har sönder sängen första gången de har sex. Det visar sig att Jenny är superhjälten G-Girl.

## Rollista
| Uma Thurman    | – Jenny Johnson    |
| Luke Wilson    | – Matt Saunders    |
| Anna Faris     | – Hannah Lewis     |
| Rainn Wilson   | – Vaughn Haige     |
| Eddie Izzard   | – Professor Bedlam |
| Stelio Savante | – Leo              |
| Mike Iorio     | – Lenny            |
| Mark Consuelos | – Steve Velard     |
| Wanda Sykes    | – Carla Dunkirk    |